# Bartolomeo Vitturi
Bartolomeo Vitturi (1710 circa – dopo il 1753) è stato un librettista italiano.
Sulla vita di Vitturi si conosce poco. Tra il 1731 e il 1753 egli scrisse per teatri veneziani 17 libretti, i quali furono musicati soprattutto da Tomaso Albinoni e da Baldassarre Galuppi.
A parte due eccezioni i suoi libretti appartengono al genere dell'opera seria. Lavorò maggiormente seguendo i principi della riforma arcadica e trattando tematiche antiche, spesso provenienti dalla Persia e dal Medio Oriente.

## Libretti
- L'odio vinto dalla costanza (da Antonio Marchi; musicato da Antonio Vivaldi, 1731)
- Ardelinda (musicato da Tomaso Albinoni, 1732)
- Tigrane (musicato da Giuseppe Antonio Paganelli, 1733)
- Candalide (musicato da Tomaso Albinoni, 1734)
- Tamiri (musicato da Baldassarre Galuppi, 1734)
- Ergilda (musicato da Baldassarre Galuppi, 1736)
- Demofoonte (musicato da Giovanni Battista Lampugnani, 1738)
- Li amori sfortunati di Ormindo (serenata; musicato da Baldassare Galuppi, 1738)
- Candaspe (musicato da Giovanni Battista Casali, 1740)
- Artamene (musicato da Tomaso Albinoni, 1741)
- Benerice (musicato da Baldassarre Galuppi, 1741; musicato da Nicola Conti, 1743)
- La forza del sangue (pastorale; musicato da Giuseppe Antonio Paganelli, 1743)
- Pompeo in Armenia (musicato da Giuseppe Scarlatti, 1744; musicato da Giuseppe Sarti, 1752)
- La gara per la gloria (divertimento teatrale; musicato da Gaetano Latilla, 1744)
- I rigiri delle cantarine (dramma giocoso; musicato da Francesco Maggiore, 1745)
- Armida (basato sul poema Gerusalemme liberata di Torquato Tasso; musicato da Ferdinando Bertoni, 1746)
- Chi tutto abbraccia nulla stringe (dramma giocoso; musicato da Giuseppe Scolari, 1753)
- Micoraste (musicato da Antonio Sacchini, 1769)